# Мотрунки (Бердичівський район)

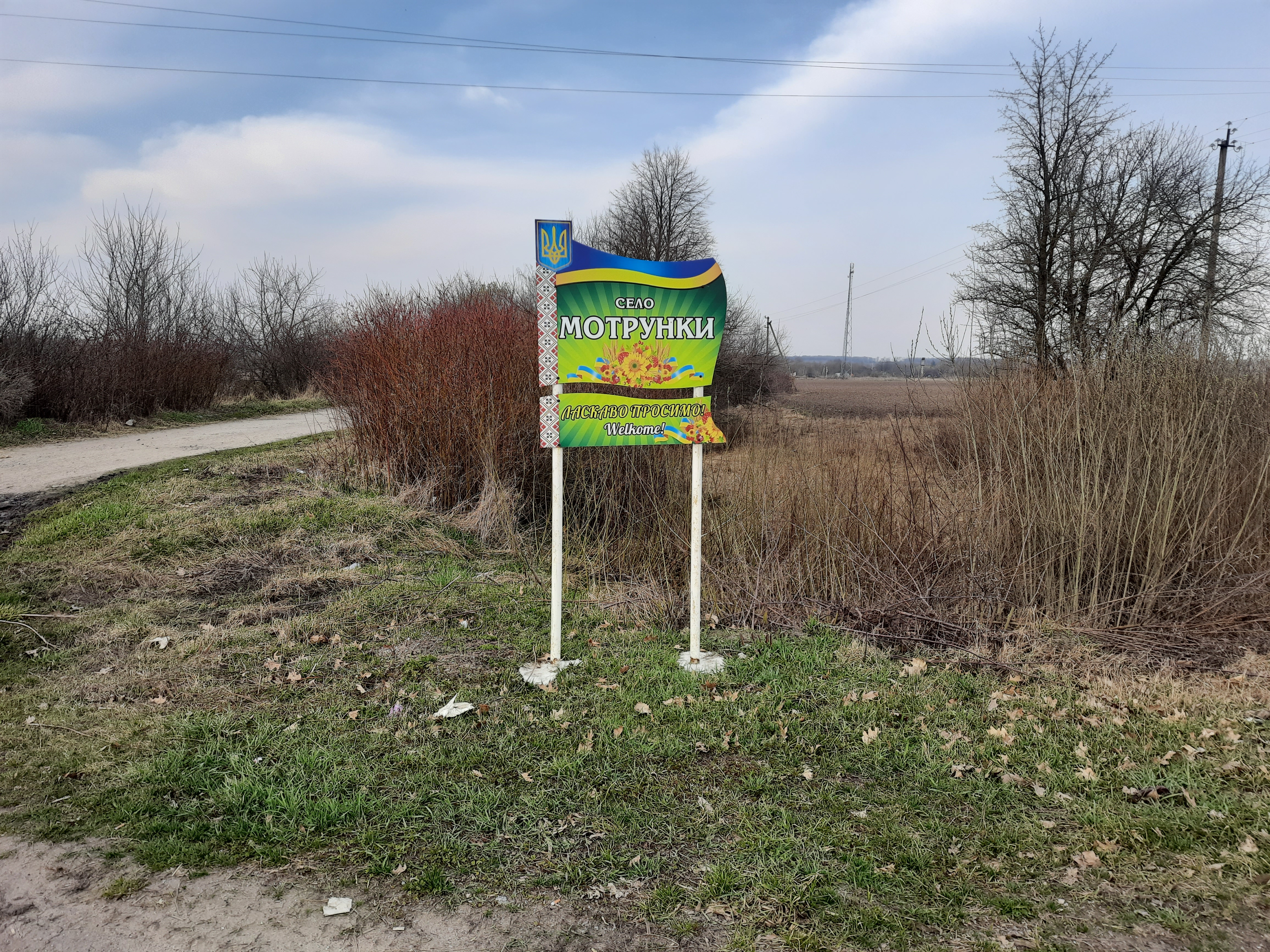
В'їзд у село

Мотру́нки  — село в Україні, у Краснопільській сільській громаді Бердичівського району Житомирської області. Населення становить 157 осіб.

## Історія
У 1906 році село Краснопільської волості Житомирського повіту Волинської губернії. Відстань від повітового міста 78 верст, від волості 10. Дворів 104, мешканців 573.
1 листопада 1921 року під час Листопадового рейду в районі села Мотрунки проходив бій між Подільською групою (командувач Михайло Палій-Сидорянський) Армії Української Народної Республіки та 7-м кавалерійським полком (командир — Ілля Дубинський) 1-ї бригади 2-ї кавалерійської дивізії московських військ, що переслідував групу.

## Населення

### Мова
Розподіл населення за рідною мовою за даними перепису 2001 року:
| Мова       | Кількість | Відсоток |
| ---------- | --------- | -------- |
| українська | 156       | 99.36%   |
| румунська  | 1         | 0.64%    |
| Усього     | 157       | 100%     |